# 傑欽縣
50°46′54″N 14°12′53″E / 50.78167°N 14.21472°E

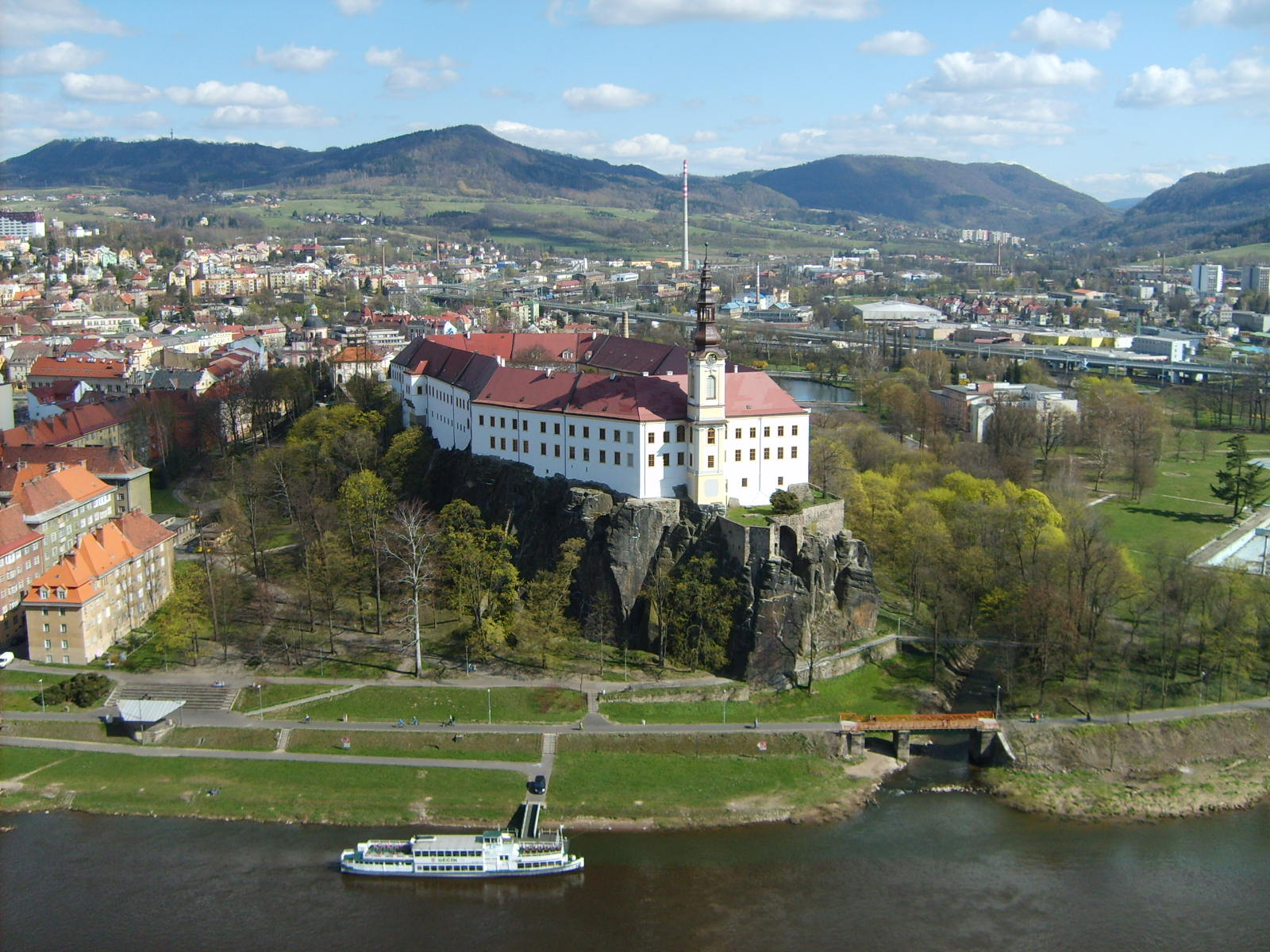

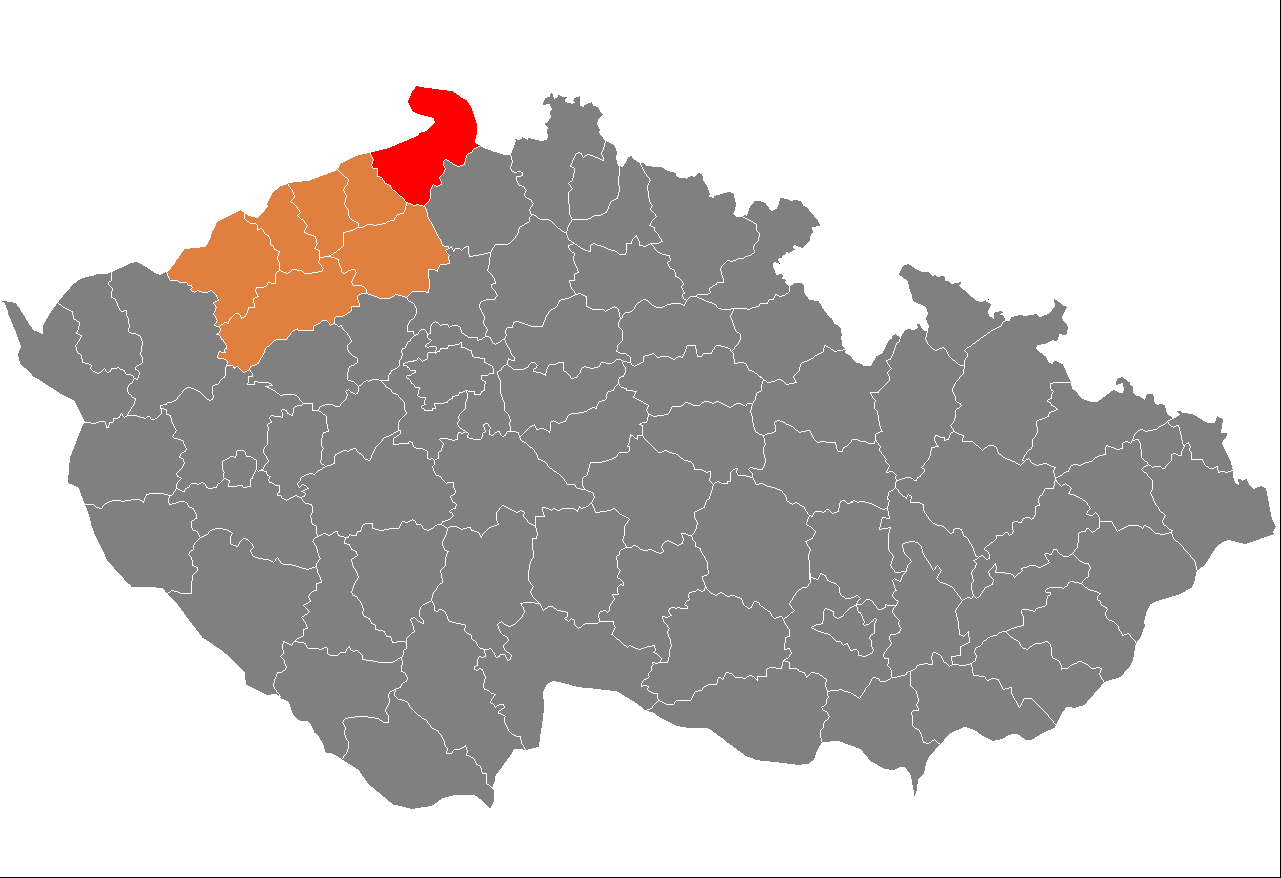

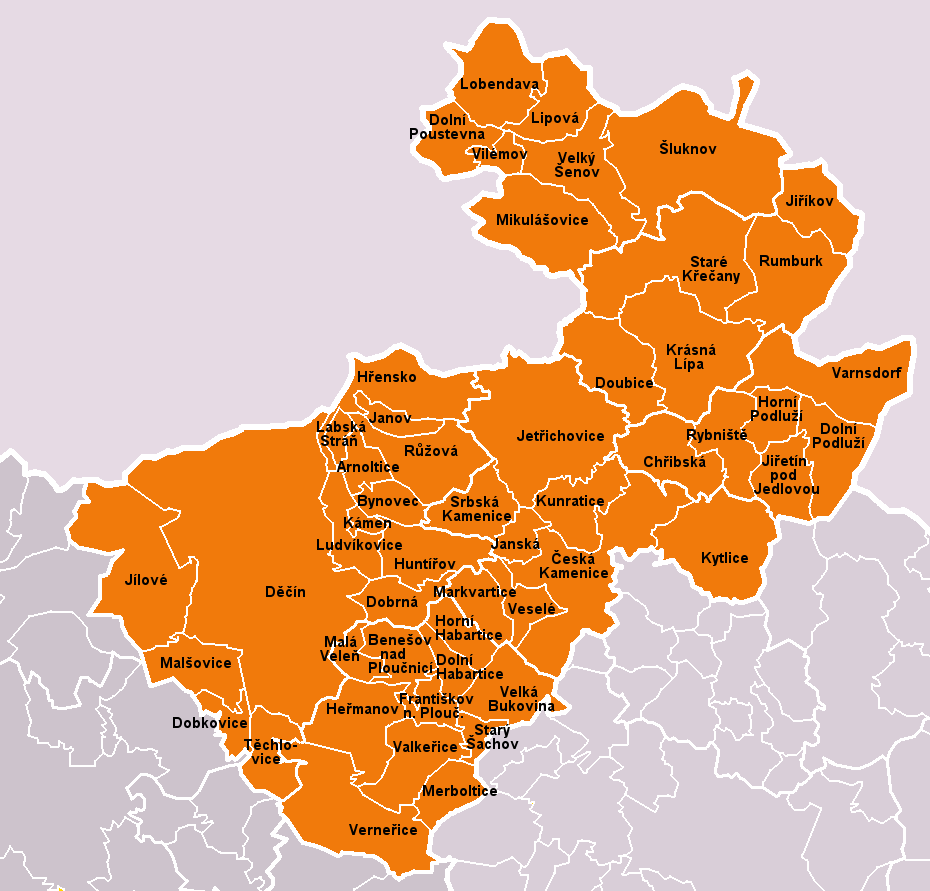

傑欽縣（捷克語：Okres Děčín），是捷克的縣份，位於該國西北部，由烏斯季州負責管轄，首府設於傑欽，面積909平方公里，2009年人口136,621，人口密度每平方公里150人。